# Ярешки (Киевская область)
Яре́шки (укр. Ярешки) — село, входит в Березанскую городскую общину Броварского района Киевской области Украины. До 2020 года входило в состав Барышевского района.
Население по переписи 2001 года составляло 813 человека. Почтовый индекс — 07530. Телефонный код — 4576. Занимает площадь 2,64 км².

## Местный совет
07530, Киевская обл., Барышевский р-н, c. Ярешки, ул. Дружбы, 21